# 1919年
1919年（1919 ねん）は、西暦（グレゴリオ暦）による、水曜日から始まる平年。大正8年。

## 他の紀年法
- 干支：己未
- 日本（月日は一致）
  - 大正8年
  - 皇紀2579年
- 中国（月日は一致）
  - 中華民国8年
- 朝鮮（月日は一致）
  - 檀紀4252年
  - 主体8年
- 阮朝（ベトナム）
  - 啓定3年11月30日 - 啓定4年11月10日
- 仏滅紀元：2461年閏9月14日 - 2462年10月10日
- ヒジュラ暦（イスラム暦）：1337年3月28日 - 1338年4月8日
- ユダヤ暦：5679年4月29日 - 5680年4月9日

※檀紀は、大韓民国で1948年に法的根拠を与えられたが、1962年からは公式な場では使用されていない。

※主体暦は、朝鮮民主主義人民共和国で1997年に制定された。

## カレンダー
| 1月 |    |    |    |    |    |    |
| 日  | 月 | 火 | 水 | 木 | 金 | 土 |
|     |    |    | 1  | 2  | 3  | 4  |
| 5   | 6  | 7  | 8  | 9  | 10 | 11 |
| 12  | 13 | 14 | 15 | 16 | 17 | 18 |
| 19  | 20 | 21 | 22 | 23 | 24 | 25 |
| 26  | 27 | 28 | 29 | 30 | 31 |    |
|     |    |    |    |    |    |    |

| 2月 |    |    |    |    |    |    |
| 日  | 月 | 火 | 水 | 木 | 金 | 土 |
|     |    |    |    |    |    | 1  |
| 2   | 3  | 4  | 5  | 6  | 7  | 8  |
| 9   | 10 | 11 | 12 | 13 | 14 | 15 |
| 16  | 17 | 18 | 19 | 20 | 21 | 22 |
| 23  | 24 | 25 | 26 | 27 | 28 |    |
|     |    |    |    |    |    |    |

| 3月 |    |    |    |    |    |    |
| 日  | 月 | 火 | 水 | 木 | 金 | 土 |
|     |    |    |    |    |    | 1  |
| 2   | 3  | 4  | 5  | 6  | 7  | 8  |
| 9   | 10 | 11 | 12 | 13 | 14 | 15 |
| 16  | 17 | 18 | 19 | 20 | 21 | 22 |
| 23  | 24 | 25 | 26 | 27 | 28 | 29 |
| 30  | 31 |    |    |    |    |    |
|     |    |    |    |    |    |    |

| 4月 |    |    |    |    |    |    |
| 日  | 月 | 火 | 水 | 木 | 金 | 土 |
|     |    | 1  | 2  | 3  | 4  | 5  |
| 6   | 7  | 8  | 9  | 10 | 11 | 12 |
| 13  | 14 | 15 | 16 | 17 | 18 | 19 |
| 20  | 21 | 22 | 23 | 24 | 25 | 26 |
| 27  | 28 | 29 | 30 |    |    |    |
|     |    |    |    |    |    |    |

| 5月 |    |    |    |    |    |    |
| 日  | 月 | 火 | 水 | 木 | 金 | 土 |
|     |    |    |    | 1  | 2  | 3  |
| 4   | 5  | 6  | 7  | 8  | 9  | 10 |
| 11  | 12 | 13 | 14 | 15 | 16 | 17 |
| 18  | 19 | 20 | 21 | 22 | 23 | 24 |
| 25  | 26 | 27 | 28 | 29 | 30 | 31 |
|     |    |    |    |    |    |    |

| 6月 |    |    |    |    |    |    |
| 日  | 月 | 火 | 水 | 木 | 金 | 土 |
| 1   | 2  | 3  | 4  | 5  | 6  | 7  |
| 8   | 9  | 10 | 11 | 12 | 13 | 14 |
| 15  | 16 | 17 | 18 | 19 | 20 | 21 |
| 22  | 23 | 24 | 25 | 26 | 27 | 28 |
| 29  | 30 |    |    |    |    |    |
|     |    |    |    |    |    |    |

| 7月 |    |    |    |    |    |    |
| 日  | 月 | 火 | 水 | 木 | 金 | 土 |
|     |    | 1  | 2  | 3  | 4  | 5  |
| 6   | 7  | 8  | 9  | 10 | 11 | 12 |
| 13  | 14 | 15 | 16 | 17 | 18 | 19 |
| 20  | 21 | 22 | 23 | 24 | 25 | 26 |
| 27  | 28 | 29 | 30 | 31 |    |    |
|     |    |    |    |    |    |    |

| 8月 |    |    |    |    |    |    |
| 日  | 月 | 火 | 水 | 木 | 金 | 土 |
|     |    |    |    |    | 1  | 2  |
| 3   | 4  | 5  | 6  | 7  | 8  | 9  |
| 10  | 11 | 12 | 13 | 14 | 15 | 16 |
| 17  | 18 | 19 | 20 | 21 | 22 | 23 |
| 24  | 25 | 26 | 27 | 28 | 29 | 30 |
| 31  |    |    |    |    |    |    |
|     |    |    |    |    |    |    |

| 9月 |    |    |    |    |    |    |
| 日  | 月 | 火 | 水 | 木 | 金 | 土 |
|     | 1  | 2  | 3  | 4  | 5  | 6  |
| 7   | 8  | 9  | 10 | 11 | 12 | 13 |
| 14  | 15 | 16 | 17 | 18 | 19 | 20 |
| 21  | 22 | 23 | 24 | 25 | 26 | 27 |
| 28  | 29 | 30 |    |    |    |    |
|     |    |    |    |    |    |    |

| 10月 |    |    |    |    |    |    |
| 日   | 月 | 火 | 水 | 木 | 金 | 土 |
|      |    |    | 1  | 2  | 3  | 4  |
| 5    | 6  | 7  | 8  | 9  | 10 | 11 |
| 12   | 13 | 14 | 15 | 16 | 17 | 18 |
| 19   | 20 | 21 | 22 | 23 | 24 | 25 |
| 26   | 27 | 28 | 29 | 30 | 31 |    |
|      |    |    |    |    |    |    |

| 11月 |    |    |    |    |    |    |
| 日   | 月 | 火 | 水 | 木 | 金 | 土 |
|      |    |    |    |    |    | 1  |
| 2    | 3  | 4  | 5  | 6  | 7  | 8  |
| 9    | 10 | 11 | 12 | 13 | 14 | 15 |
| 16   | 17 | 18 | 19 | 20 | 21 | 22 |
| 23   | 24 | 25 | 26 | 27 | 28 | 29 |
| 30   |    |    |    |    |    |    |
|      |    |    |    |    |    |    |

| 12月 |    |    |    |    |    |    |
| 日   | 月 | 火 | 水 | 木 | 金 | 土 |
|      | 1  | 2  | 3  | 4  | 5  | 6  |
| 7    | 8  | 9  | 10 | 11 | 12 | 13 |
| 14   | 15 | 16 | 17 | 18 | 19 | 20 |
| 21   | 22 | 23 | 24 | 25 | 26 | 27 |
| 28   | 29 | 30 | 31 |    |    |    |
|      |    |    |    |    |    |    |

## できごと

### 1月
- 1月1日 - 白ロシア・ソビエト社会主義共和国樹立
- 1月5日 - ドイツでスパルタクス団が蜂起
- 1月5日 - ドイツのミュンヘンでドイツ労働者党（後の国家社会主義ドイツ労働者党）が結党
- 1月15日 - ドイツでローザ・ルクセンブルク、カール・リープクネヒトが虐殺される
- 1月15日 - ボストンで870万リットルの糖蜜を詰めた巨大な貯槽が破裂（ボストン糖蜜災害）
- 1月18日 - 第一次世界大戦の終結に関するパリ講和会議開催

### 2月
- 2月9日 - 大原社会問題研究所設立
- 2月14日 - ポーランド・ソビエト戦争勃発
- 2月27日 - リトアニア＝白ロシア・ソビエト社会主義共和国（リトベル共和国）成立

### 3月
- 3月1日 - 朝鮮半島で三・一独立運動
- 3月2日 - コミンテルン（第3インターナショナル）創立
- 3月3日 - 日本の大審院で信玄公旗掛松事件の判決が言い渡され、原告の勝訴が確定
- 3月8日 - サアド・ザグルールの逮捕・マルタへの流罪を起因として、エジプト革命 (1919年)が勃発した。
- 3月21日 - ハンガリーでハンガリー・ソビエト共和国樹立
- 3月21日 - イギリスでインド独立運動を抑圧するローラット法が制定
- 3月22日 - シベリア出兵: イワノフカ事件おこる。
- 3月23日 - イタリアでベニート・ムッソリーニが「戦士のファッショ（後のファシスト党）」を結成
- 3月31日 - 台湾総督府庁舎完成

### 4月
- 4月6日 - インドでマハトマ・ガンディーが第1次サティヤーグラハ（非暴力・不服従）運動を開始
- 4月12日 - 日本で関東軍司令部条例公布（関東軍設置）
- 4月13日 - インドでイギリス軍が発砲しインド民衆に数百人の死傷者がでる（アムリットサル事件）
- 4月15日 - パリ講和会議において、日本が提案した人種的差別撤廃提案が否決される。
- 4月16日 - ハンガリー・ソビエト共和国にルーマニア王国が宣戦布告（ハンガリー・ルーマニア戦争）
- 4月21日 - 堺利彦・山川均らが「社会主義研究」創刊
- 4月29日 - パリ講和会議で中国山東省のドイツ利権に関する日本の要求を承認
- 4月某日 - 『改造』創刊

### 5月
- 5月4日 - 中華民国で五・四運動
- 5月7日 - パリ講和会議で赤道以北の旧ドイツ領を日本が委任統治することに決定
- 5月15日 - ギリシャ軍がトルコ領のイズミルに侵入し占領
- 5月23日 - 日本で衆議院議員選挙法改正（3円以上の納税者に選挙権）
- 5月27日 - カーチスNC4飛行艇がニューヨークからリスボンに到着（初の大西洋横断飛行成功）
- 5月29日 - 1919年5月29日の日食。重力レンズ効果を初めて観測した事例

### 6月
- 6月6日 - ハンガリーでホルティ・ミクローシュがハンガリー国民軍を率いて反政府蜂起
- 6月21日 - スカパ・フローでドイツ艦隊が自沈
- 6月28日 - ドイツが連合国とヴェルサイユ条約を締結

### 7月
- 7月7日 - カルピス販売開始
- 7月13日 - アメリカ合衆国が金本位制に復帰
- 7月16日 - 板垣退助が死亡
- 7月19日 - 寛城子事件で日中両軍衝突

### 8月
- 8月1日 - 猶存社結成
- 8月6日 - ルーマニア軍がハンガリーの首都ブダペストを攻略、ハンガリー・ソビエト共和国が崩壊
- 8月8日 - 第三次アフガン戦争の結果、アフガニスタンとイギリスがラワルピンディ条約を締結
- 8月10日 - 日本国有鉄道伯備線（伯耆大山駅 - 伯耆溝口駅間）開業
- 8月11日 - ドイツでヴァイマル憲法（ワイマール憲法）が成立（ヴァイマル共和政）
- 8月19日 - アフガニスタンがイギリスから独立
- 8月25日 - リトアニア＝白ロシア・ソビエト社会主義共和国（リトベル共和国）が解体
- 8月某日 - 田辺元が西田幾多郎に招聘され、京都帝国大学文学部助教授に就任

### 9月
- 9月7日 - トルコでムスタファ・ケマル・パシャがアナトリア・ルーメリア権利擁護団（後の人民党）を組織
- 9月10日 - オーストリアが連合国とサン＝ジェルマン条約を締結

### 10月
- 10月7日 - KLMオランダ航空創立
- 10月10日 - 孫文らが中国国民党を創立
- 10月28日 - アメリカ合衆国でボルステッド法（禁酒法）制定

### 11月
- 11月9日 - 東京都内の司法代書人が集まり、東京司法代書人会（現、東京司法書士会）が結成
- 11月9日 ｰ アメリカで「Feline Follies」公開。フィリックス・ザ・キャットが初登場
- 11月23日 - 中華民国、キャフタ条約を破棄、外モンゴルの自治を撤廃し、直接統治を導入
- 11月24日 - 新婦人協会結成
- 11月27日 - ブルガリア王国が連合国側とヌイイ条約を締結
- 11月29日 - 大和運輸株式会社（現在のヤマト運輸）創立
- 11月30日 - 食品工業株式会社（現在のキユーピー）設立
- 11月某日 - 建設者同盟結成

### 12月
- 12月23日 - 協調会発足
- 12月23日 - イギリスが州政府に部分的な自治を容認するインド統治法を実施
- 12月24日 - 日本で第42議会召集
- 12月30日 - 福建省恵安県漁民である郭合順ら31人が嵐に遭って遭難し、大日本帝国沖縄県八重山郡尖閣諸島に漂着

### 日付不詳
- ローゼンツヴァイク「救済の星」
- 有島武郎『或る女』
- 菊池寛『恩讐の彼方に』
- ヨハネス・シュタルク：シュタルク効果
- ハインリッヒ・バルクハウゼン：バルクハウゼン効果・バルクハウゼンクルツ振動
- 11年ぶりに「講演会」は「語学大会」として再開
- ベトナムにてゴ・ミン・チェン（呉明釗）によってカオダイ教が創始される。
- 前年に引き続きスペイン風邪が流行。翌年2月までに全国の患者142万人以上、死者6500人以上[1]。

## 誕生

### 1月
- 1月1日 - J・D・サリンジャー、小説家（+ 2010年）
- 1月1日 - 田端義夫、歌手（+ 2013年）
- 1月1日 - 細川隆一郎、評論家（+ 2009年）
- 1月2日 - 吉原正喜、プロ野球選手（+ 1944年）
- 1月4日 - 三田政夫、プロ野球選手（+ 戦死）
- 1月5日 - セヴェリーノ・ガッゼローニ、フルート奏者（+ 1992年）
- 1月5日 - 相原守、プロ野球選手（+ 生死不明）
- 1月6日 - 野口二郎、プロ野球選手（+ 2007年）
- 1月8日 - 帆足正音、大日本帝國海軍軍人（+ 1942年）
- 1月9日 - 西沢爽、作詞家（+ 2000年）
- 1月10日 - 照國万藏、大相撲第38代横綱（+ 1977年）
- 1月12日 - 佐藤静夫、文芸評論家（+ 2008年）
- 1月15日 - モーリス・エルゾーグ、登山家（+ 2012年）
- 1月19日 - 風間完、画家（+ 2003年）
- 1月19日 - 大久保婦久子、芸術家、皮革工芸家（+ 2000年）
- 1月23日 - 園田天光光、政治家（+ 2015年）
- 1月23日 - 矢野純一、プロ野球選手（+ 2002年）
- 1月27日 - 成田啓二、プロ野球選手（+ 1985年）
- 1月28日 - 北川石松、政治家（+ 2013年）
- 1月31日 - ジャッキー・ロビンソン、野球選手（+ 1972年）

### 2月
- 2月1日 - 奥田教久、陸軍大尉、その後ジャーナリスト、朝日新聞論説委員。(+ 2010年)
- 2月6日 - やなせたかし、漫画家（+ 2013年）
- 2月7日 - イルゼ・パウージン、フィギュアスケート選手(+ 1999年)
- 2月14日 - 鮎川哲也、推理作家（+ 2002年）
- 2月19日 - 児玉利一、プロ野球選手（+ 2008年）
- 2月20日 - 弥勒祐徳、画家 （+ 2024年）
- 2月22日 - 高品格、俳優（+ 1994年）
- 2月22日 - 古賀秀正、大日本帝國陸軍軍人(最終階級:陸軍少佐)(宮城事件に関与し自決)・東條英機の娘婿（+ 1945年）
- 2月28日 - 瀬谷英行、政治家（+ 2008年）
- 2月28日 - 山本舜勝、陸軍軍人(最終階級:陸軍少佐)・陸上自衛官(最終階級:陸将補)（+ 2001年）

### 3月
- 3月2日 - タマーラ・トゥマーノワ、バレエダンサー（+ 1996年）
- 3月2日 - ジェニファー・ジョーンズ、女優（+ 2009年）
- 3月6日 - 芥川隆行、元アナウンサー・ナレーター・司会者（+1990年）
- 3月8日 - 水上勉、小説家（+ 2004年）
- 3月13日 - 菅井汲、洋画家・版画家（+ 1996年）
- 3月17日 - ナット・キング・コール、歌手（+ 1965年）
- 3月17日 - ピート・ライザー、メジャーリーガー（+ 1981年）
- 3月17日 - マイク・ホアー、傭兵（+ 2020年）
- 3月20日 - 木下貞一、プロ野球選手（+ 2007年）
- 3月22日 - 中川静子、小説家、幸福の科学創始者大川隆法の伯母 (+ 1994年)
- 3月23日 - 水戸光子、女優（+ 1981年）
- 3月25日 - 山田一夫、撮影監督（+ 2006年）
- 3月28日 - 高島隆平、日本の実業家、元朝日生命保険社長（+ 2014年）
- 3月30日 - 根本順吉、気象研究家（+ 2009年）

### 4月
- 4月1日 - 有末武夫、地理学者(交通地理学)・群馬大学名誉教授（+ 2020年）
- 4月4日 - 三潴信邦、経済学者・筑波大学名誉教授（+ 2010年）
- 4月5日 - 野村武史、プロ野球選手（+ 1985年）
- 4月9日 - ジョン・プレスパー・エッカート、ENIAC共同開発者のひとり（+ 1995年）
- 4月13日 - 大友伸、俳優（+ 生死不明）
- 4月15日 - 吉岡実、詩人・装丁家（+ 1990年）
- 4月15日 - 24代式守伊之助、大相撲立行司（+ 2013年）
- 4月19日 - 岡村孝雄、プロ野球選手（+ 2009年）
- 4月22日 - 建畠覚造、彫刻家（+ 2006年）
- 4月22日 - 奈良林祥、医学者（+ 2002年）
- 4月23日 - 野村芳太郎、映画監督（+ 2005年）

### 5月
- 5月1日 - 小島直記、小説家（+ 2008年）
- 5月3日 - ピート・シーガー、フォーク歌手（+ 2014年）
- 5月4日 - 沢田敏男、農学者・工学者（+ 2017年）
- 5月7日 - エヴァ・ペロン、アルゼンチンのファン・ペロン大統領夫人（+ 1952年）
- 5月10日 - 千葉茂、プロ野球選手・プロ野球監督（+ 2002年）
- 5月10日 - ダニエル・ベル、社会学者（+ 2011年[2]）
- 5月12日 - 山本英一郎、野球選手（+ 2006年）
- 5月15日 - 国久松一、プロ野球選手（+ 戦死）
- 5月23日 - ベティ・ギャレット、喜劇女優・歌手・ダンサー（+ 2011年）
- 5月26日 - 杉山龍丸、砂漠緑化の推進者（+ 1987年）

### 6月
- 6月4日 - 山根実、元プロ野球選手（+ 1965年）
- 6月5日 - 渡辺暁雄、指揮者（+ 1990年）
- 6月6日 - 久松保夫、俳優・声優（+ 1982年）
- 6月6日 - ピーター・キャリントン (第6代キャリントン男爵) - 政治家、外務英連邦大臣（+ 2018年）
- 6月11日 - 宮澤章二、詩人・作詞家（+ 2005年）
- 6月14日 - 福士勇、プロ野球選手（+ 1944年）
- 6月15日 - 川口敬次郎、プロ野球選手（+ 1991年）
- 6月22日 - 青池良正、プロ野球選手（+ 生死不明）
- 6月24日 - 中村覚之助、元調教師（+ 2009年）
- 6月25日 - 中林仁良、実業家、元丸物社長、京都近鉄百貨店会長、近鉄百貨店取締役相談役（+ 2007年[3]）
- 6月25日 - 丸谷金保、政治家（+ 2014年）

### 7月
- 7月4日 - 相澤英之、大蔵官僚・政治家（+ 2019年）
- 7月7日 - 安東次男、詩人・俳人（+ 2002年）
- 7月7日 - ウィリアム・クンスラー、弁護士（+ 1995年）
- 7月8日 - ヴァルター・シェール、第4代西ドイツ大統領（+ 2016年[4][5]）
- 7月9日 - オリン・エッゲン、天文学者（+ 1998年）
- 7月16日 - 崔圭夏、第10代大韓民国大統領（+ 2006年）
- 7月20日 - エドモンド・ヒラリー、登山家（+ 2008年）
- 7月21日 - レン・カスパラビッチ、元プロ野球選手 (+ 1994年)
- 7月25日 - 藤田陽子、子役・女優（+ 没年不詳）
- 7月26日 - ジェームズ・ラブロック、作家・科学者（+ 2022年）
- 7月27日 - 須賀不二男、俳優（+ 1998年）
- 7月28日 - 長洲一二、政治家・経済学者（+ 1999年）

### 8月
- 8月2日 - 迫間健、脚本家（+ 2009年）
- 8月10日 - 沢藤光郎、プロ野球選手（+ 1987年）
- 8月11日 - ジネット・ヌヴー、ヴァイオリニスト（+ 1949年）
- 8月12日 - フレッド・ハッチンソン、メジャーリーガー（+ 1964年）
- 8月13日 - ジョージ・シアリング、ピアニスト（+ 2011年）
- 8月15日 - ヴィクトル・メルジャーノフ、ピアニスト・音楽教師（+ 2012年）
- 8月15日 - 高松利夫、プロ野球選手（+ 生死不明）
- 8月23日 - 大野晋、国語学者（+ 2008年）
- 8月28日 - 原田督三、プロ野球選手（+ 1976年）

### 9月
- 9月1日 - 森国五郎、プロ野球選手（+ 1945年）
- 9月2日 - 綱島新八、プロ野球選手（+ 1997年）
- 9月3日 - 水田洋、社会学者(社会思想史)・名古屋大学名誉教授（+ 2023年）
- 9月4日 - グァルティエロ・ヤコペッティ、映画監督・雑誌記者（+ 2011年）
- 9月5日 - 丹羽基二、苗字の研究家（+ 2006年）
- 9月8日 - マリア・ラスニック、画家（+ 2014年）
- 9月10日 - 堀越克明、教育者（+ 2011年）
- 9月14日 - 三木淳、写真家（+ 1992年）
- 9月18日 - 浜田寅彦、俳優（+ 2009年）
- 9月19日 - 加藤周一、評論家・作家（+ 2008年）
- 9月19日 - 田中成豪、プロ野球選手（+ 生死不明）
- 9月20日 - 白木義一郎、プロ野球選手・公明党副委員長（+ 2004年）
- 9月21日 - 伊藤正己、法学者、最高裁判所判事（+ 2010年）
- 9月22日 - 星田次郎、プロ野球選手（+ 1960年）
- 9月23日 - 金子兜太、俳人（+ 2018年）
- 9月24日 - 山崎富栄、美容師・太宰治の愛人の一人（+ 1948年）
- 9月27日 - ジェームズ・H・ウィルキンソン、数学者・計算機科学者（+ 1986年）
- 9月29日 - 中川順、元テレビ東京社長（+ 2010年）

### 10月
- 10月3日 - ジェームズ・M・ブキャナン、経済学者（+ 2013年）
- 10月5日 - ドナルド・プレザンス、俳優（+ 1995年）
- 10月8日 - 宮澤喜一、大蔵官僚・第78代内閣総理大臣（+ 2007年）
- 10月9日 - 皆川定之、プロ野球選手（+ 1986年）
- 10月11日 - アート・ブレイキー、ジャズドラマー（+ 1990年）
- 10月17日 - 趙紫陽、元中国共産党総書記・国務院総理（+ 2005年）
- 10月21日 - 新村源雄、政治家（+ 1995年）
- 10月26日 - モハンマド・レザー・パフラヴィー、イラン・パフラヴィー朝第2代国王（+ 1980年）
- 10月26日 - 篠原三代平、経済学者（+ 2012年）

### 11月
- 11月1日 - 佐治敬三、実業家、サントリー社長（+ 1999年）
- 11月8日 - 松村昌治、映画監督（+ 没年不詳）
- 11月8日 - 横山正治、海軍軍人・真珠湾攻撃で戦死した九軍神の一人 (+ 1941年)
- 11月20日 - 真弓田一夫、俳優（+ 2010年）
- 11月26日 - 深見安博、プロ野球選手（+ 1972年）
- 11月28日 - 井筒研一、プロ野球選手（+ 1992年）
- 11月29日 - 木下政文、プロ野球選手（+ 生死不明）

### 12月
- 12月1日 - 中尾碩志、プロ野球選手（+ 1977年）
- 12月5日 - 宮崎義一、経済学者（+ 1998年）
- 12月6日 - ギデオン・クライン、作曲家・ホロコースト犠牲者（+ 1945年）
- 12月6日 - ポール・ド・マン、文学理論家（+ 1983年）
- 12月17日 - 吉良竜夫、生態学者（+ 2011年）
- 12月23日 - 豊嶌雅男、大相撲の力士・関脇（+ 1945年）
- 12月24日 - ピエール・スーラージュ、画家・彫刻家・版画家（+ 2022年）
- 12月24日 - 吉田太郎一、財務官（+ 2014年）
- 12月27日 - 天川清三郎、プロ野球選手（+ 1944年）
- 12月28日 - 茂山千作（4世）、狂言師（+ 2013年）
- 12月30日 - 西村進一、プロ野球選手（+ 2006年）

## 死去

### 1月
- 1月5日 - 松井須磨子、女優（* 1886年）
- 1月6日 - セオドア・ルーズベルト、第26代アメリカ合衆国大統領（* 1858年）
- 1月8日 - ペーター・アルテンベルク、小説家（* 1859年）
- 1月8日 - ジム・オルーク、メジャーリーガー（* 1850年）
- 1月15日 - カール・リープクネヒト、社会民主主義思想家（* 1871年）
- 1月15日 - ローザ・ルクセンブルク、社会主義運動家（* 1871年）
- 1月16日 - 法印大五郎、侠客、清水次郎長一家の一人（* 1840年）
- 1月21日 - 高宗、第26代李氏朝鮮国王・初代大韓帝国皇帝（* 1852年）
- 1月22日 - カール・ラーション、画家（* 1853年）
- 1月29日 - リッカルド・ベリ、画家（* 1858年）

### 2月
- 2月18日 - 大山捨松、教育者、大山巌夫人（* 1860年）
- 2月20日 - 村山槐多、画家（* 1896年）
- 2月21日 - 寺崎広業、日本画家（* 1866年）

### 3月
- 3月3日 - 成瀬仁蔵、教育者、日本女子大学の創設者（* 1858年）
- 3月5日 - 福岡孝弟、土佐藩士・政治家（* 1835年）
- 3月25日 - 辰野金吾、建築家（* 1854年）

### 4月
- 4月4日 - ウィリアム・クルックス、化学者・物理学者（* 1832年）
- 4月27日 - 前島密、日本の郵便制度の創設者（* 1835年）

### 5月
- 5月2日 - イーヴリン・ド・モーガン、画家（* 1855年）
- 5月4日 - 井戸泰、医学者（* 1881年）
- 5月6日 - ライマン・フランク・ボーム、童話作家（* 1856年）
- 5月11日 - 渡辺国武、政治家（* 1846年）
- 5月31日 - 水野仙子、小説家（* 1888年）

### 6月
- 6月6日 - 井上円了、仏教思想家・教育家（* 1858年）
- 6月12日 - ヘルマン・リーツ、教育学者（* 1868年）
- 6月16日 - 関根正二、画家（* 1899年）
- 6月21日 - フランツ・フォン・リスト、法学者（* 1851年）
- 6月25日 - 今井信郎、京都見廻組隊士・鋒鉾隊副隊長（* 1841年）
- 6月26日 - ミハイル・ツヴェット、植物学者（* 1872年）

### 7月
- 7月11日 - 鈴木三樹三郎、新選組九番組隊長・御陵衛士（* 1837年）
- 7月15日 - エミール・フィッシャー、化学者（* 1852年）
- 7月16日 - 板垣退助、明治時代の元勲・自由民権運動の指導者（* 1837年）
- 7月26日 - エドワード・ポインター、画家・デザイナー（* 1836年）

### 8月
- 8月8日 - エルンスト・ヘッケル、生物学者（* 1834年）
- 8月9日 - 箕作元八、歴史家（* 1862年）
- 8月11日 - アンドリュー・カーネギー、実業家（* 1835年）

### 9月
- 9月11日 - チャート・ゲーザ、作家・音楽家・医師（* 1887年）
- 9月20日 - サイ・セイモアー、メジャーリーガー（* 1872年）

### 10月
- 10月26日 - 明石元二郎、第7代台湾総督・日露戦争時のロシア革命支援工作で有名な陸軍軍人（* 1864年）

### 11月
- 11月3日 - 寺内正毅、陸軍軍人・第18代内閣総理大臣（* 1852年）
- 11月8日 - 三神八四郎、テニス選手（* 1887年）

### 12月
- 12月3日 - ピエール＝オーギュスト・ルノワール、画家（* 1841年）

## ノーベル賞
- 物理学賞 - ヨハネス・シュタルク（ドイツ）
- 化学賞 - 該当者なし
- 生理学・医学賞 - ジュール・ボルデ（ベルギー）
- 文学賞 - カール・シュピッテラー（スイス）
- 平和賞 - ウッドロウ・ウィルソン（アメリカ）